# 鄭清憶
郑清忆（英語：Tee Jing Yi，1991年2月8日—），馬來西亞女子羽毛球运动员。

## 簡歷
郑清忆小时候曾是北海光华华小的田径队成员之一。2010年11月，郑清忆代表馬來西亞出戰廣州亞運會，參加羽毛球比賽的女子團體項目。
2011年2月，郑清忆在馬來西亞全國羽球大獎賽總決賽，以2比1（14-21、21-15、21-14）反勝謝淑雅，衛冕女單冠軍。
2012年，郑清忆代表馬來西亞出戰英國倫敦舉行的奥林匹克运动会羽毛球比賽女子單打項目，在小組賽階段先以1比2負於韓國的裴延姝，後以2比0戰勝意大利的阿格内塞·阿莱格里尼，最終以一勝一負的小組次名成績出局。
2013年8月，郑清忆參加中國廣州舉行的世界羽毛球錦標賽，出戰女子單打項目，在首圈就以0比2（17-21、17-21）負於日本的高橋沙也加出局。
2014年2月，郑清忆出戰伊朗國際挑戰賽，在女單決賽以2比0（21-10、21-15）戰勝隊友翁丽莲，贏得個人首個國際賽冠軍。
同年8月，郑清忆參加丹麥哥本哈根舉行的世界羽毛球錦標賽，出戰女子單打項目。首圈以2-0擊敗紐西蘭選手陳潔英晉級，但在第二圈就以1比2（18-21、21-16、10-21）不敵9號種子、西班牙的卡罗列娜·马琳出局。
2015年8月，鄭清憶參加印尼雅加達舉行的世界羽毛球錦標賽，出戰女子單打項目。她在首圈以2-0輕取意大利選手让尼娜·奇科尼尼晉級，但在第二圈就以1比2（21-19、14-21、13-21）不敵頭號種子、西班牙的卡罗列娜·马琳，連續兩屆被同一對手淘汰。
因為專注女子單打項目10年仍表現平平，鄭清憶遂於2017年初轉攻雙打，希望成績有所突破，國家隊也先後安排她與宋佩珠和吳玥青搭檔。2018年10月，鄭清憶向大馬羽協提交辭呈，請求離開國家隊。

## 主要比賽成績
| 年份   | 賽事                     | 公開賽級別 | 項目     | 拍檔   | 成績   |
| ------ | ------------------------ | ---------- | -------- | ------ | ------ |
| 2008年 | 亚洲青年羽毛球錦標賽     | 其他       | 混合團體 | －     | 季軍   |
| 2009年 | 世界青年羽毛球錦標賽     | 其他       | 混合團體 | －     | 亞軍   |
| 2014年 | 伊朗羽毛球國際挑戰賽     | 國際挑戰賽 | 女子單打 | －     | 冠軍   |
| 2014年 | 英聯邦運動會羽毛球比賽   | 其他       | 混合團體 | －     | 金牌   |
| 2014年 | 英聯邦運動會羽毛球比賽   | 其他       | 女子單打 | －     | 第四名 |
| 2015年 | 東南亞運動會羽毛球比賽   | 其他       | 女子團體 | －     | 銀牌   |
| 2015年 | 印尼羽毛球國際挑戰賽     | 國際挑戰賽 | 女子單打 | －     | 亞軍   |
| 2015年 | 印度羽毛球國際挑戰賽     | 國際挑戰賽 | 女子單打 | －     | 亞軍   |
| 2017年 | 越南羽毛球國際挑戰賽     | 國際挑戰賽 | 女子雙打 | 鍾慧琪 | 亞軍   |
| 2017年 | 印尼羽毛球國際系列賽     | 國際系列賽 | 女子雙打 | 宋佩珠 | 冠軍   |
| 2017年 | 馬來西亞羽毛球國際系列賽 | 國際系列賽 | 女子雙打 | 宋佩珠 | 冠軍   |
| 2018年 | 芬蘭羽毛球公開賽         | 國際挑戰賽 | 女子雙打 | 宋佩珠 | 準決賽 |
| 2018年 | 馬來西亞羽毛球國際挑戰賽 | 國際挑戰賽 | 女子雙打 | 宋佩珠 | 冠軍   |

| 2007-2017年 | 首要超級賽 | 超級賽 | 黃金大獎賽 | 大獎賽 | 國際挑戰賽 | 國際系列賽 | 未來系列賽 | 其他 |

| 2018-2026年 | 總決賽 | 超級1000賽 | 超級750賽 | 超級500賽 | 超級300賽 | 超級100賽 | 國際挑戰賽 | 國際系列賽 | 未來系列賽 | 其他 |

### 奧運會和世錦賽參賽紀錄
|          | 2012       | 2013 | 2014 | 2015 | 2016       |
| -------- | ---------- | ---- | ---- | ---- | ---------- |
| 女子單打 | 小組第二名 | 48強 | 32強 | 32強 | 小組第二名 |